# 徐维铧
徐维铧（1918年—？），男，江苏苏州人，中国有机化学家，曾任中国科学院上海有机化学研究所研究员。主要研究领域为金属有机化学。